# Croton celtidifolius
Espèce
Croton celtidifolius est une espèce de plantes à fleurs du genre Croton et de la famille des Euphorbiaceae, présente au Brésil.
Il a pour synonymes :
- Croton cynanchicus, Baill., 1864
- Croton oreophilus, Müll.Arg., 1865
- Croton sanguis-draconis, Mart. ex Baill., 1864
- Oxydectes celtidifolia, (Baill.) Kuntze